# Eve Torrence
Eve Alexandra Littig Torrence (1963) é uma matemática estadunidense, professora emérita de matemática no Randolph–Macon College. É conhecida por sua escrita e livros premiados em matemática, por sua arte matemática de origami, e por seus esforços em desmascarar afirmações excessivamente amplas sobre a onipresença da proporção áurea.

## Formação e carreira
Torrence foi estudante de graduação na Universidade Tufts. Completou um Ph.D. em 1991 na Universidade da Virgínia, com a tese The Coordination of a Hexagonal-Barbilian Plane by a Quadratic Jordan Algebra, orientada por John Robert Faulkner.
Foi Claire Booth Luce assistant professor na Trinity Washington University de 1991 a 1994, antes de ingressar no corpo docente do Randolph-Macon College em 1994. Foi tenure em 1999 e tornou-se professora titular em 2008. Aposentou em 2021 e recebeu o Bruce M. Unger Award do Randolph–Macon College por ocasião de sua aposentadoria.

## Publicações selecionadas
Torrence ganhou o Trevor Evans Award de 2007 da Mathematical Association of America por um artigo que escreveu com Adrian Rice sobre a condensação de Dodgson:
- Rice, Adrian; Torrence, Eve (Novembro 2006), «Lewis Carroll's Condensation Method for Evaluating Determinants» (PDF), Math Horizons, 14 (2): 12–15, JSTOR 25678651, doi:10.1080/10724117.2006.11974674

Seus livros incluem:
- Torrence, Bruce F.; Torrence, Eve (1999), The Student's Introduction to Mathematica: A Handbook for Precalculus, Calculus, and Linear Algebra, Cambridge University Press[11]
- Torrence, Eve (2011), Cut and Assemble Icosahedra: Twelve Models in White and Color, Dover Publications

- Torrence, Eve (2014), «Making Sunshine: A First Geometric Sculpture», in:  Greenfield, Gary; Hart, George; Sarhangi, Reza, Proceedings of Bridges 2014: Mathematics, Music, Art, Architecture, Culture, ISBN 978-1-938664-11-3, Phoenix, Arizona: Tessellations Publishing, pp. 461–464
- Torrence, Eve (2015), «Day and Night», Mathematical Art Galleries: 2015 bridges conference, The Bridges Organization